# Alberto Batun Chulim
Wilberth Alberto Batun Chulim (28 de febrero de 1980) es un político mexicano, miembro del partido Movimiento Regeneración Nacional (Morena). Fue diputado federal para el periodo de 2021 a 2024.

## Biografía
Es licenciado en Derecho. Ha coordinador de Morena en el Distrito 1 de Yucatán, y presidente del comité municipal de Morena en el municipio de Quintana Roo en 2012.
De 2018 a 2021 fue diputado federal suplente, siendo propietario el diputado Luis Alegre Salazar, no llegando nunca a ejercer el cargo. En 2019 fue elegido diputado a la XVI Legislatura del Congreso del Estado de Quintana Roo por el distrito 3 con cabecera en Cancún. En ella fue presidente de la comisión de Asuntos Municipales; secretario de la comisión de Desarrollo Familiar y Grupos en Situación de Vulnerabilidad; y vocal de las comisiones de Desarrollo Juvenil con Igualdad de Oportunidades; de Hacienda, Presupuesto y Cuenta; Transitoria Especial para la Atención del Sargazo; y, del Grupo de Trabajo para la Atención de la Alerta de Violencia de Género contra las Mujeres en Quintana Roo.
Dejó el cargo de diputado local en 2021 para ser candidato de la coalición Juntos Hacemos Historia a diputado federal por el Distrito 3 de Quintana Roo. Resultó elegido a la LXV Legislatura de ése año al de 2024. En la Cámara de Diputados fue secretario de la comisión de Educación; e integrante de las comisiones de Salud, de Transparencia y Anticorrupción; y de Turismo.